# Erechtia guyanensis
Erechtia guyanensis är en insektsart som beskrevs av Buckton. Erechtia guyanensis ingår i släktet Erechtia och familjen hornstritar. Inga underarter finns listade i Catalogue of Life.